# Srževica
Srževica – wieś w Słowenii, w gminie Šentjur. W 2018 roku liczyła 105 mieszkańców.